# سلاویکوویتسه (منطقه تربیچ)
سلاویکوویتسه (به چکی: Slavíkovice) یک منطقهٔ مسکونی در جمهوری چک است که در منطقه تربیچ واقع شده‌است. سلاویکوویتسه ۵٫۵۱ کیلومتر مربع مساحت و ۲۲۳ نفر جمعیت دارد و ۴۵۲ متر بالاتر از سطح دریا واقع شده‌است.